# 美國無神論者協會
美國無神論者協會（American Atheists）是一個美國的非營利活動組織。該組織旨在捍衛無神論者的公民權利，主張美國應進行完全的政教分離。該組織有面向大專院校、俱樂部以及新聞媒體的發言人。該組織已出版一些書籍。另外，該組織還擁有季刊美國無神論者雜誌（American Atheist Magazine）。該雜誌目前的主編爲帕梅拉·威舍爾（Pamela Whissel）。該組織是由麦达琳·默里·欧黑尔於1963年創建的。她是推動廢止美國公立學校的強制祈禱的人士之一。